# Sawinskij
Sawinskij (ros. Савинский) – osiedle typu miejskiego w północnej Rosji, na terenie obwodu archangielskiego, w północno-wschodniej  Europie.
Miejscowość liczy 7.785  mieszkańców (1 stycznia 2005 r.).